# Hansjörg Elshorst

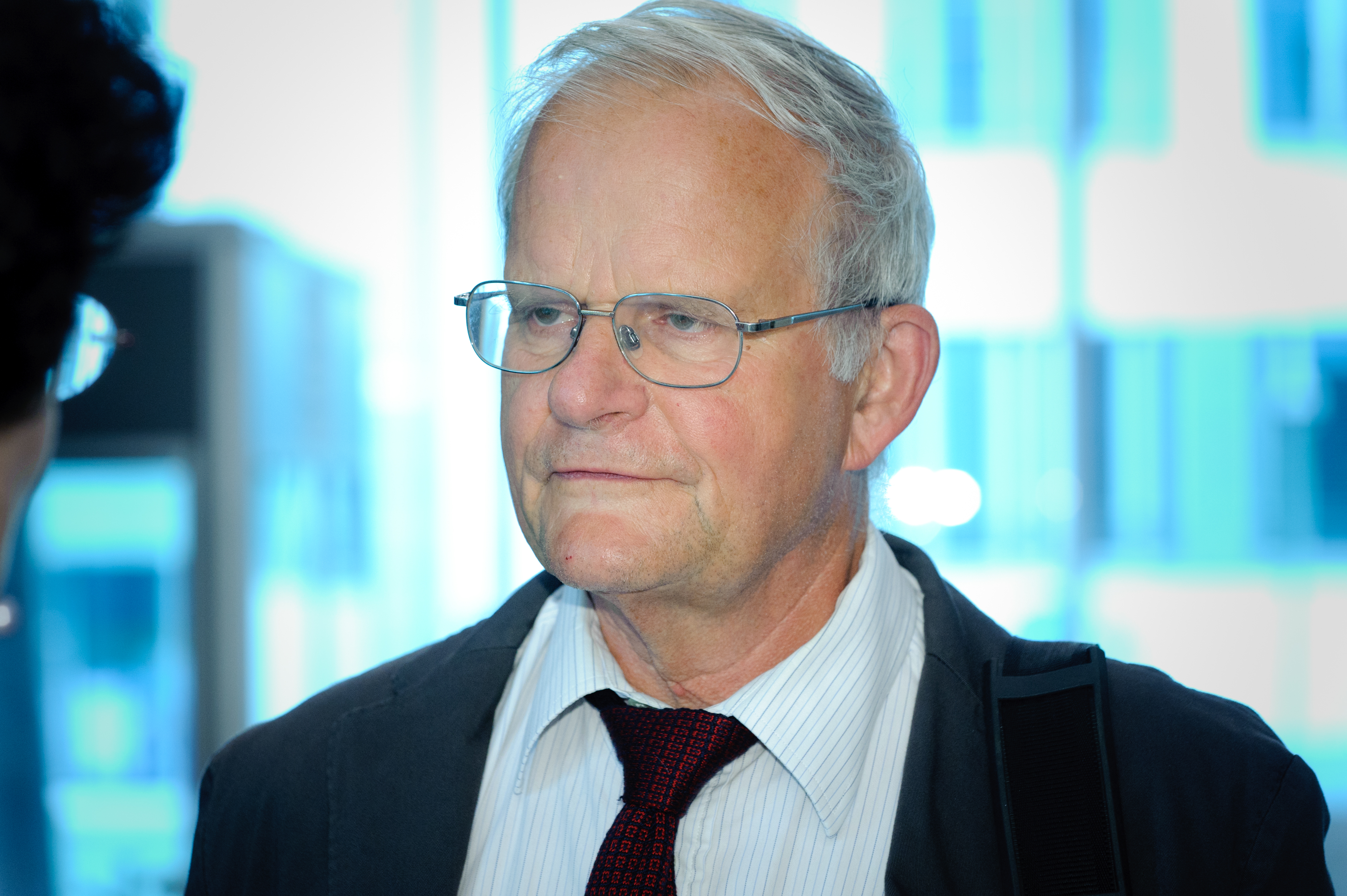
Hansjörg Elshorst (2011)

Hansjörg Elshorst (* 27. September 1938 in Dortmund) ist ein deutscher Soziologe. 

## Leben und Wirken
Hansjörg Elshorst begann in der Baufirma seines Vaters zu arbeiten, studierte dann in Freiburg und München Literaturwissenschaft, Geschichte und Philosophie und wurde von der philosophischen Fakultät im Fach Moderne Literatur promoviert. Seit 1958 ist Elshorst Mitglied der Freiburger Studentenverbindung KDStV Hercynia im CV, seit 1968 Mitglied der Sozialdemokratischen Partei Deutschlands SPD. Nach Abschluss seines Masters in Soziologie und Wirtschaftswissenschaft lehrte er zwei Jahre Soziologie an der Universität in Santiago del Estero. Von 1970 bis 1974 arbeitete er im Bundesministerium für wirtschaftliche Zusammenarbeit und Entwicklung. 1974 war er maßgeblich an der Gründung der Gesellschaft für Technische Zusammenarbeit beteiligt. Diese leitete er als einer von drei Geschäftsführern bis 1995. Im Jahr 1993 war er Gründungsmitglied von Transparency International und zwischen 1998 und 2002 ihr Managing Direktor, ab 2002 bis 2007 Vorsitzender des Vorstands von Transparency Deutschland e.V. Seit Oktober 2003 ist Elshorst Lehrbeauftragter, seit 2005 Honorarprofessor an der Universität Potsdam im Fachbereich Internationale Politik. Er ist verheiratet und hat vier (zwischen 1967 und 1976 geborene) Kinder und acht Enkelkinder.

## Schriften (Auswahl)
- Mensch und Umwelt im Werk Alfred Döblins. München 1966 (München, Phil. Fak., Diss. v. 9. Dez. 1966).
- Entwicklungspolitik. Bilanz und Perspektiven (= Entwicklungspolitische Informationen. Bd. 1). Saarbrücken 1986.
- Moral und Moralismus in Politik und Wirtschaft Rüegger, Chur u. a. 2002, ISBN 3-7253-0720-2.